# Giao hưởng số 2 (Honegger)
Giao hưởng số 2 cung Rê trưởng là bản giao hưởng của nhà soạn nhạc người Thụy Sĩ Arthur Honegger. Honegger viết tác phẩm này vào năm 1937 theo yêu cầu của Paul Sacher để kỷ niệm 10 năm sự hoạt động của dàn nhạc giao hưởng Basler Kammerorchester. Tuy nhiên, do Thế chiến II, tác phẩm bị gián đoạn khá nhiều, nhưng Honegger cũng kịp hoàn thành vào cuối năm 1941. Tác phẩm được trình diễn lần đầu tiên bởi Collegium Musicum of Zurich dưới sự chỉ huy của Sacher. Tác phẩm, không theo truyền thống nhạc cổ điển châu Âu, gồm có 3 chương:
- Molto moderato - Allegro
- Adagio mesto
- Vivace non troppo

Bản giao hưởng này khá đặc biệt vì nó chỉ dành cho nhạc cụ bộ dây và trumpet. Phần cuối tác phẩm được lấy chủ đề từ bản concerto cho 4 kèn trumpet của Robert Hall Lewis.